# I. Mihail tveri fejedelem
I. (Szent) Mihail Jaroszlavics (oroszul Михаи́л Яросла́вич), (1271 – 1318. november 22.) Tver fejedelme 1282-től haláláig és II. Mihail néven vlagyimiri nagyfejedelem 1304-től haláláig. A pravoszláv egyház 1549-ben szentté avatta.

## Trónra lépése
Mihail 1271-ben (vagy 1272-ben) született, röviddel apja, Jaroszláv tveri fejedelem halála után. Anyja, Kszenyija Jurjevna novgorodi bojári családból származott. Szvjatoszláv bátyja halála után 1282-ben (vagy 1285-ben) még kiskorúként, ő örökölte a tveri fejedelemség trónját. 1285-ben már biztosan ő uralkodott, mert a krónika szerint anyjával együtt új kőtemplomot építtetett. 
1293-ban a nagyfejedelmi trónért való viszálykodás folyományaként az Arany Horda kánja nagy sereggel támadt Dmitrij moszkvai hercegre és szövetségeseire, tizennégy nagy várost fosztottak ki, közte Moszkvát, Vlagyimirt, Szuzdalt és Rosztovot. Sokan menekültek Tverbe, amely megerősítette a védelmét, de végül a tatárok főserege elkerülte a fejedelemséget.
1294-ben feleségül vette Anna Dmitrijevna rosztovi hercegnőt, akit később Anna Kasinszkaja néven szintén szentté avattak. Felesége révén, hozományként megkapta a Kasin városa fölötti fennhatóságot. Egy évvel később védelmi szövetséget kötött Novgoroddal "vagy a tatárok vagy bárki egyéb" ellen.
1300-ban részt vett a svédek által birtokolt Landskrona erődje elleni hadjáratban, ám azt még azelőtt elfoglalták, hogy a tveriek odaértek volna, így dolgavégezetlenül tértek haza.
1301-ben három orosz fejedelem, a tveri, a moszkvai, a perejaszlavli és a vlagyimiri nagyfejedelem összegyűltek Dmitrov városában, hogy békésen rendezzék a köztük levő konfliktusokat, amely már fegyveres összecsapásokig fajult korábban. A gyűlés sikerrel zárult, bár négy év múlva az ellentétek és a harcok kiújultak.

## Vlagyimiri nagyfejedelem
1304-ben meghalt Andrej vlagyimiri nagyfejedelem. Végakaratának megfelelően utóda Mihail lett volna, de Jurij Danyilovics moszkvai herceg is fellépett a trónigényével. Kettejük vetélkedését hűbéruruk, Tokta kán döntötte el Mihail javára. 
A viszony Moszkvával azonban továbbra is ellenséges maradt. A vetélkedés folytatódott a részfejedelemségek öröklésében (Perejaszlavl-Zaleszkij 1305-ben, Kosztroma 1305-ben és 1317-ben valamint Novgorod 1311-ben), a Novgorod fölötti befolyásban (Mihail 1312-ben blokád alá vette a város élelmiszerellátását és két évvel később eredménytelen hadjáratot is vezetett ellene), az egyházi kapcsolatokban (1305-ben nem a tveri Gerontyij, hanem a Moszkva által támogatott Pjotr lett a metropolita). Mihail két alkalommal is, 1305-ben és 1308-ban hadat vezetett Moszkva ellen, de nem tudta elfoglalni. 

## Halála

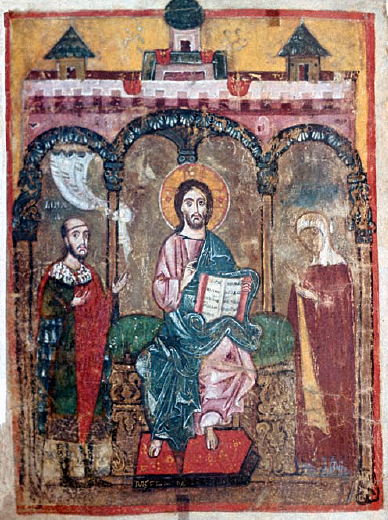
Mihail és anyja Krisztus mellett (14. század eleje).

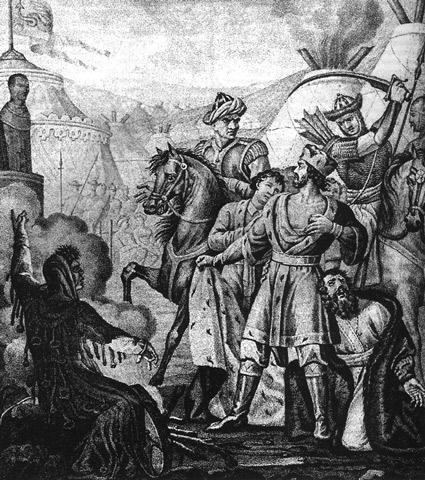
Mihail Jaroszlavics meggyilkolása (B. Csorikov, 19. sz.).

1317-ben Jurij Danyilovics a kán udvarába utazott, ahol összebarátkozott a fiatal Üzbég kánnal, aki hozzáadta feleségül a nővérét, Koncsakot. A moszkvai herceg ezután nagy tatár kísérettel hazatért és végigfosztogatta a tveri területeket, egészen a Volgáig. Mihail a bortyenyevói csatában döntő vereséget mért a tatárokkal megerősített moszkvai seregre és Jurij feleségét és öccsét, valamint a tatár követet is fogságba ejtette. Ez utóbbit megajándékozta és visszaküldte a kánhoz. Koncsak azonban tisztázatlan körülmények között meghalt a fogságban, ezért Üzbég magához rendelte Mihailt. Jurij Danyilovics is a kán udvarába utazott és ajándékaival igyekezett vetélytársa ellen hangolni a tatár előkelőségeket. Mihail Jaroszlavicsot a kán halálra ítélte nővére megmérgezéséért. Egy hónapig követte az udvart kalodába zárva és rongyokba öltözve, míg végül 1318. november 22.-én Jurij embereivel végrehajtatták az ítéletet. Testét visszavitték Tverbe és az általa alapított templomban temették el.
1549-ben a pravoszláv egyház szentté avatta. Testének felemelése 1632-ben történt, emléknapja december 5.-én van. 
Egy levélváltásában a konstantinápolyi pátriárkával ő használta először az "egész Oroszország fejedelme" kifejezést.

## Fordítás
- Ez a szócikk részben vagy egészben  a(z)   Михаил Ярославич (князь владимирский) című orosz Wikipédia-szócikk ezen változatának fordításán alapul.  Az eredeti cikk szerkesztőit annak laptörténete sorolja fel. Ez a jelzés csupán a megfogalmazás eredetét és a szerzői jogokat jelzi, nem szolgál a cikkben szereplő információk forrásmegjelöléseként.

## Külső hivatkozások (orosz nyelven)
- Святой благоверный великий князь Михаил Ярославич Тверской
- Михаил Тверской в памяти потомков
- Святой благоверный князь Михаил Тверской. Жития
- Михаил Ярославич Тверской (1272–1318х)
- Карамзин Н. М. История государства Российского.
- Творогов О. В. Князья Рюриковичи. Краткие биографии. Archiválva 2011. szeptember 18-i dátummal a Wayback Machine-ben